# Cerastium trianae
Cerastium trianae är en nejlikväxtart som beskrevs av Paul Auguste Danguy och Cherm. Cerastium trianae ingår i släktet arvar, och familjen nejlikväxter. Inga underarter finns listade i Catalogue of Life.